# Vlaamsch Blok voor Zelfbestuur en Demokratie
Het Vlaamsch Blok voor Zelfbestuur en Demokratie was een Belgische politiek kartel in het Antwerpse.

## Historiek
Het idee voor het kartel ontstond na de verkiezingsuitslag van 1932 met als intentie een links volksfront op te richten naar het voorbeeld van het Franse Front Populaire. Na de verkiezingen van 24 mei 1936 en de daarop volgende stakingen won het idee aan populariteit en in juli van dat jaar keurde de Belgische Werkliedenpartij (BWP) het concept goed. Toen echter bleek dat zowel de progressief liberalen als de christendemocraten het concept afwezen, kwam de BWP op haar besluit terug temeer daar het uitsluitend een frontvorming met de communisten zou betreffen. In plaats daarvan werd er door de BWP gekozen voor een regering van nationale eenheid met de drie traditionele partijen.
Desondanks deze beslissing van de BWP werd het kartel in juli 1937 opgericht en bestond het uit de Vlaamsche Kommunistische Partij (VKP, o.a. Georges Van den Boom en Jef Van Extergem), het Federalistisch Volksfront (o.a. Leo Augusteyns), de Radikale Partij (o.a. A. Claes en Raphaël Maudoux) en de Kollektivistische Orde (o.a. Jan Laureys). Op 8 oktober 1937 trad ook het Radikaal Vlaamsch en Antifascistisch Verbond toe. 
Het samenwerkingsverband moest een democratisch alternatief bieden voor het autoritaire Vlaamsch Nationaal Verbond (VNV) in het Antwerpse en moet gezien worden in relatie met de volksfrontpolitiek van Komintern-leider Georgi Dimitrov.